# Gráfico de Nichols
O gráfico de Nichols é um gráfico utilizado em processamento de sinais e projeto de sistemas de controle, nomeado em homenagem ao engenheiro norte-americano Nathaniel B. Nichols.

## Uso emProjeto de Controle

O gráfico de Nichols de G(s)

Dada a função de transferencia em malha aberta,
{\displaystyle G(s)={\frac {Y(s)}{X(s)}}}
tendo o modelo de função de transferência de malha-fechada definida como,
{\displaystyle M(s)={\frac {G(s)}{1+G(s)}}}
o gráfico de Nichols apresenta uma curva de resposta de malha aberta {\displaystyle 20\log _{10}(|G(s)|)} em relação a {\displaystyle \arg(G(s))}. Então, {\displaystyle 20\log _{10}(|M(s)|)} com {\displaystyle \arg(M(s))} é sobreposto em um gráfico comum permitindo ao projetista que obtenha a função de transferência de malha fechada diretamente da função de transferência de malha aberta.  Dessa forma a frequência {\displaystyle \omega } é o parâmetro independente ao longo da curva. Esse tipo de grafico pode ser comparado ao gráfico de bode do qual dois gráficos relacionados ( {\displaystyle 20\log _{10}(|G(s)|)}, {\displaystyle \log _{10}(\omega )}, {\displaystyle \arg(G(s))} e {\displaystyle \log _{10}(\omega )}) são apresentados.
O gráfico de Nichols é útil para avaliar a estabilidade e robustez de um sistema linear. 
Na maioria dos casos, {\displaystyle \arg(G(s))} refere-se à fase da resposta do sistema. Embora semelhante ao gráfico de Nyquist, o gráfico de Nichols é plotado em um sistema de coordenadas cartesianas, enquanto que o gráfico de Nyquist é plotado em um sistema de coordenadas polares.